# Agastache pallida
Agastache pallida là một loài thực vật có hoa trong họ Hoa môi. Loài này được (Lindl.) Cory mô tả khoa học đầu tiên năm 1936.